# Chapada Gaúcha
Chapada Gaúcha é um município brasileiro no estado de Minas Gerais, Região Sudeste do país. Localiza-se no norte mineiro e sua população estimada em 2022 era de 12 355 habitantes.

## História

### Colonização
O município de Chapada Gaúcha, antiga Vila dos Gaúchos, teve seu início de povoamento no ano de 1976, quando chegaram os primeiros moradores oriundos do Rio Grande do Sul, pelo projeto Projeto de Assentamento Dirigido à Serra das Araras (PADSA), que integrava os municípios de Formoso, Arinos, Januária, São Francisco e o povoado de Vila dos Gaúchos.
Em 1994, em plebiscito na Vila dos Gaúchos para escolha do nome do novo Distrito, os mais votados foram Novo Horizonte, Chapada Gaúcha e Serra Gaúcha. Como já havia outros Distritos com a denominação Novo Horizonte, prevaleceu o segundo: Chapada Gaúcha. Neste mesmo ano, a Câmara Municipal de São Francisco aprovou a Lei nº 1523 de 19 de dezembro de 1994, que criou o novo Distrito de Chapada Gaúcha, tendo seu território desmembrado do Distrito remanescente de Serra das Araras. Em 28 de Janeiro de 1995, foi instalado o Distrito de Chapada Gaúcha, na antiga Vila dos Gaúchos; neste mesmo ano, começou o processo de emancipação do novo distrito.

### Emancipação - década de 1990
Em fato inédito no estado de Minas Gerais, este foi o único povoado que virou Distrito e Município no mesmo ano, criado pela Lei 12.030 de  21 de dezembro de 1995, quando se juntaram os Distritos de Chapada Gaúcha e Serra das Araras, criando a Chapada Gaúcha, o mais novo município do Grande Sertão Veredas, tendo o Distrito de Serra das Araras como Distrito.
Em 1996, houve a primeira eleição municipal e em 1º de Janeiro de 1997 instalou-se a primeira administração.
A partir da promulgação da Lei Orgânica, em 7 de novembro de 1997, estabeleceu-se 25 de Julho para se comemorar o aniversário do município, por ser Dia do Agricultor (colono/trabalhador rural) e Dia do Motorista, devido ao município ser essencialmente agrícola.

## Geografia
De acordo com a divisão regional vigente desde 2017, instituída pelo IBGE, o município pertence às Regiões Geográficas Intermediária de Montes Claros e Imediata de São Francisco. Até então, com a vigência das divisões em microrregiões e mesorregiões, fazia parte da microrregião de Januária, que por sua vez estava incluída na mesorregião do Norte de Minas.
Segundo dados da estação meteorológica automática do Instituto Nacional de Meteorologia (INMET) na cidade, instalada em junho de 2007, a menor temperatura registrada pela estação ocorreu em 19 de maio de 2022, com mínima de 7,1 °C, enquanto a maior foi registrada em 25 de setembro de 2023, atingindo 38,8 °C, superando os 38,4 °C ocorridos nos dias 22 de outubro de 2015 e 8 de outubro de 2020. O maior acumulado de precipitação em 24 horas alcançou 134,8 milímetros (mm) em 4 de fevereiro de 2018.
| Dados climatológicos para Chapada Gaúcha | Dados climatológicos para Chapada Gaúcha | Dados climatológicos para Chapada Gaúcha | Dados climatológicos para Chapada Gaúcha | Dados climatológicos para Chapada Gaúcha | Dados climatológicos para Chapada Gaúcha | Dados climatológicos para Chapada Gaúcha | Dados climatológicos para Chapada Gaúcha | Dados climatológicos para Chapada Gaúcha | Dados climatológicos para Chapada Gaúcha | Dados climatológicos para Chapada Gaúcha | Dados climatológicos para Chapada Gaúcha | Dados climatológicos para Chapada Gaúcha | Dados climatológicos para Chapada Gaúcha |
| Mês                                      | Jan                                      | Fev                                      | Mar                                      | Abr                                      | Mai                                      | Jun                                      | Jul                                      | Ago                                      | Set                                      | Out                                      | Nov                                      | Dez                                      | Ano                                      |
| ---------------------------------------- | ---------------------------------------- | ---------------------------------------- | ---------------------------------------- | ---------------------------------------- | ---------------------------------------- | ---------------------------------------- | ---------------------------------------- | ---------------------------------------- | ---------------------------------------- | ---------------------------------------- | ---------------------------------------- | ---------------------------------------- | ---------------------------------------- |
| Temperatura máxima recorde (°C)          | 34,7                                     | 34,3                                     | 36                                       | 33,5                                     | 32,2                                     | 33,3                                     | 32,1                                     | 34,3                                     | 38,8                                     | 38,4                                     | 37,9                                     | 35,7                                     | 38,8                                     |
| Temperatura mínima recorde (°C)          | 16,7                                     | 15,8                                     | 16,1                                     | 12,9                                     | 7,1                                      | 10,4                                     | 8,2                                      | 9,9                                      | 11,9                                     | 13,7                                     | 15,1                                     | 16,8                                     | 7,1                                      |
| Fonte: INMET (23/06/2007-presente)       |                                          |                                          |                                          |                                          |                                          |                                          |                                          |                                          |                                          |                                          |                                          |                                          |                                          |

## Política e administração
- Prefeito: Jair Montagner (PSB) (2021/2024)[14]
- Vice-prefeito: José Raimundo Ribeiro Gomes (2021/2024)
- Presidente da Câmara: Ronildo Siqueira da Conceição

## Infraestrutura

### Rodovias e vias públicas
A rodovia BR-479 é a principal via de acesso ao município interligando Arinos, Chapada e Januária.

## Economia
O município é essencialmente rural, portanto, a sua economia tem por base a agricultura extensiva, a produção e exportação de grãos, como: soja, capim  e milho. Atualmente é reconhecido como o maior produtor de grãos de soja do norte de Minas, além de possuir o maior centro de produção de sementes de forragem, dispondo de uma área de mais de 40.000 hectares, destinadas a atividade. Assim, o setor agrícola é capaz de gerar uma quantidade significativa de empregos diretos e indiretos ao longo do ano, para a população urbana.
Além disso, por estar localizado na região do cerrado brasileiro, também se destaca nos segmentos da agricultura familiar e do extrativismo sustentável, sendo essas atividades, as principais fontes de renda da população rural.
Outras fontes econômicas são o artesanato e cestarias realizados por moradores das comunidades, e também o turismo cultural e ecocultural, tendo em vista que dispõe de muitas áreas de conservação.
Moeda social
O município foi o primeiro do estado de Minas Gerais a criar uma moeda social, através do Banco Comunitário. A moeda recebeu o nome de "vereda", e foi lançada no ano de 2009. A iniciativa foi desenvolvida para suprir a falta de instituições bancárias no município e foi muito importante para o fortalecimento da economia local. No entanto, a medida em que as instituições financeiras começaram a implantar unidades de atendimento no município, a moeda alternativa caiu em desuso, até ser cessada a sua circulação em meados de 2015.[carece de fontes?]

## Educação
O município destaca-se na relação Taxa de escolarização de 6 a 14 anos de idade, com 97,8 %, segundo dados do IBGE/2010, ocupando as primeiras colocações na sua microrregião (3º entre os 16 municípios).
O município dispõe de duas instituições de ensino público, a Escola Municipal Santo Agostinho e a Escola Estadual Moacir Cândido, e, quase todas as comunidades dispõem de escolas estaduais, que viabiliza o acesso ao ensino para todas as crianças e adolescentes chapadenses.[carece de fontes?]

## Esportes e lazer
O município estimula a participação da população nos esportes, através do campeonato municipal de futebol, que ocorre anualmente, com equipes representando as diversas áreas e comunidades pertencentes ao município, como o Ribeirão de Areia, Buracos, Buraquinhos, e outros. 
Através dos alunos das escolas públicas da região da Chapada, o município também se vê representado, bem como os chapadenses possuem notório reconhecimento nos campeonatos esportivos intermunicipais e interestaduais, especialmente nos Jogos Estudantis de Minas Gerais-JEMG. Com destaque para o futsal, handebol, vôlei e xadrez.
Ocasionalmente, o município promove outros eventos, como as festas de rodeio e vaquejadas.

## Festivais
O município é rico em história e cultura, sendo nacionalmente reconhecido por isso. Por essa razão, ao longo do ano ocorrem diversos eventos que contribuem para a continuidade das tradições e a projeção da imagem da cidade. Dentre os mais conhecidos, estão:
Encontro dos Povos do Grande Sertão Veredas
O evento de maior importância, pelo peso cultural que nele está inserido, é o "Encontro dos Povos do Grande Sertão Veredas", que é uma festa Realizada sempre na segunda semana do Mês de Julho no município, com a duração de três dias, e tem o intuito de divulgar e conservar as tradições dos povos do sertão, também suas comidas típicas, danças de rodas, artesanatos, e muito mais. O encontro dos povos também recebe os caminhantes do "Caminho do Sertão" que é um caminho eco-literário que os caminhantes percorrem um percurso de Sagarana até o Parque Nacional Grande sertão Veredas 187 km feito a pé onde os caminhantes conhecem de perto esse Sertão rosiano e o povo que aqui ainda está. O evento reúne todo os povos da região nessa festa tradicional, que valoriza os costumes dos povos tradicionais numa grande festa de alegria e muito amor.
Festa da Serra
Formalmente chamada por festa de Santo Antônio de Serra das Araras, o evento surgiu em decorrência do achado da imagem de Santo Antônio em uma gruta denominada gruta do coração. Surgindo assim a Romaria de Santo Antônio do distrito de Serra das Araras. A aproximadamente 200 anos acontecem as romarias oriundas de diversas cidades que vêem, a pé, a cavalo, ônibus, carro e moto, com a intenção de participar dos festejos. Realizada no dia do seu padroeiro em 13 de junho, feriado municipal, uma festa e romaria religiosa, no período de 09 a 14 de junho, reunindo aproximadamente mais de 20 mil pessoas. A povoação do distrito de Serra das Araras teve início no final do século XVIII e princípio do século XIX, por moradores da família “Bito”, descendentes de escravos vindos da região de Tremedal (hoje Monte Azul/MG). A romaria por ser considerada a maior festa religiosa da região, foi registrada como patrimônio cultural imaterial pelo conselho municipal de patrimônio cultural de Chapada Gaúcha. Durante a festa, após a cerimonia religiosa, é organizado pela administração shows com cantores renomados e regionais na quadra de eventos, sendo a maior festa do município, recebendo diversos turistas.
Agrochapada
Devido a forte influência da agropecuária no município, eventos no segmento são cada vez mais frequentes. Vide a "Agrochapada", uma festa com exposições de animais, máquinas agrícolas, produtos do mesmo segmento e shows, que no ano de 2019 chegou a sua 3ª edição.
Festival do Chopp
Tradicionalmente conhecido o Festival do Chopp de Chapada Gaúcha, é realizado desde 1997 sempre no mês de maio, é um evento com participação regional recebendo muitos adeptos, o evento aglomera cerca de 1.500 pessoas entre municípios e visitantes de outras cidades. A festa é promovida pela Sociedade Esportiva Santo Agostinho. As atrações do festival contam sempre com banda típica da região do Sul do Brasil tocando os ritmos da cultura alemã que garantem diversão a noite inteira.
Folia de Reis
A festa de Folia de Reis acontece entre os últimos dias de um ano e primeiros dias do outro, e se caracteriza por celebrar a Adoração dos Magos ao nascimento de Jesus. A caminhada e cantoria dos foliões acontece nas comunidades próximas, sendo elas: Buracos, Buraquinhos e Ribeirão de Areia. No último dia é realizada uma grande festa nas sedes das comunidades ou em casas de moradores.
Em decorrência do surto de COVID-19 no Brasil, com as determinações acerca do respeito ao distanciamento social, a maioria desses festivais não puderam ser realizados nos anos de 2020 e 2021, com exceção do Encontro dos Povos que no ano de 2020 ocorreu de forma virtual através do canal do evento na plataforma do Youtube.[carece de fontes?]

## Turismo
A cidade oferece várias opções turísticas::
Parque Nacional Grande Sertão Veredas
Dentre os atrativos do Parque estão: veredas diversas, variadas espécies de animais, como ema, tamanduá-bandeira, entre outras (algumas ameaçadas de extinção), mirante da Siriema, cachoeira e trilha do Mato Grande, encontro entre os rios Preto e Carinhanha (rio que divide os estados de Minas Gerais e Bahia), vereda do Santa Rita e encontro com o rio Preto.
Parque Estadual Serra das Araras
O Parque é banhado pelos seguintes rios: Rio Pardo, Rio Catarina, Riacho Fundo, Ribeirão Vermelho, Ribeirãozinho. A fauna está bem representada por 32 espécies distribuídas em oito ordens de mamíferos, podendo-se destacar, onça sussuarana, lobo guará, veados, emas e tatu.
Reserva de Desenvolvimento Sustentável Veredas do Acari
Reserva que tem a finalidade de proteger e conservar o bioma cerrado na Bacia do Rio São Francisco e trazer benefícios as populações tradicionais que habitam o entorno da referida unidade de conservação ambiental, através do uso de áreas de uso sustentável no seu interior e ainda, a proteção da biodiversidade, dos aquíferos, a pesquisa do pequi, da fava d’anta e de outros frutos do cerrado, que são disponibilizados para extração pelas populações tradicionais do entorno, e a promoção da educação ambiental e ecoturismo.
Túmulo de Antônio Dó
O Túmulo é o local onde está depositado os restos mortais do baderneiro famoso Antônio Dó - está localizado cerca de 05 km do Distrito de Serra das Araras.
Cachoeira Arara Vermelha
Com forte apelo natural e paisagístico a cachoeira arara vermelha desce por leito rochoso e estreito, por entre a vegetação típica do cerrado em quedas d'água sequenciais formando um véu de água de aproximadamente 3 metros de altura e uma piscina natural de águas cristalinas com ótimas condições de banho.
Gruta do Coração
A gruta localiza-se no parque estadual de Serra das Araras no pé da serra. Sua formação de paredões de arenito é refúgio para diversas espécies ameaçadas de extinção como a arara-vermelha e a arara-canindé.